# Viázniki
Viázniki (del ruso: Вязники) es una ciudad del óblast de Vladímir, en Rusia, centro administrativo del raión homónimo. Se encuentra a 108 km (146 km por carretera) al este de Vladímir. Viázniki contaba con 40.479 habitantes en 2010.

## Historia
La altura estratégica que domina el río Kliazma donde está emplazada Viázniki es de una gran importancia para la defensa de la capital medieval rusa de Vladímir. Se construyó una fortaleza en el siglo XII, probablemente en la década de 1130. La fortaleza recibió el nombre de Yaropolch, por un príncipe de nombre Yaropolk. Estaba situada a medio camino entre el puerto más próximo sobre el Kliazma, Starodub na Kliazme, y Gorojovets.
Tras la destrucción de la fortaleza por los mongoles en el siglo XIII, Yaropolch es citada en el tratado firmado en 1389 entre Basilio I y su tío Vladímir el Valiente. Según el censo de 1672, Yaropolch tenía 133 habitantes. Destruida por un incendio en 1703, pasó bajo la dominación de la sloboda de los mercaderes de Viázniki, situada ligeramente por debajo, y nombrada desde el siglo XIV. En 1778, Viázniki recibió el estatus de ciudad.
Albergó un campo de prisioneros (el 165) de la Segunda Guerra Mundial.

## Demografía
| 1897  | 1926   | 1939   | 1959   | 1970   | 1979   | 1989   | 2002   | 2008   |
| ----- | ------ | ------ | ------ | ------ | ------ | ------ | ------ | ------ |
| 7 398 | 17 000 | 33 500 | 39 700 | 42 700 | 45 900 | 45 400 | 40 398 | 41 537 |

## Cultura y lugares de interés
El monumento más remarcable de la ciudad es la iglesia de la Anunciación, construida entre 1682 y 1689. 
A unos treinta kilómetros de la ciudad se encuentra el pueblo de Mstiora, centro renombrado de arte popular y de artesanado ruso.

## Industria y transporte
La ciudad es un centro de la industria del lino.
La ciudad estác conectada al ferrocarril abierto en 1862 entre Moscú y Nizhni Nóvgorod (kilómetro 315), por donde pasan la mayor parte de los trenes del ferrocarril Transiberiano que parten del oeste de Moscú. Por Viázniki pasa la carretera principal M7 Moscú-Nizhni Nóvgorod-Kazán-Ufá (Ruta europea 22).

## Personalidades
- Valeri Kubásov (*1935), cosmonauta.